# Драги Антоан
„Драги Антоан“ је југословенски филм из 1972. године. Режирао га је Борислав Глигоровић, који је написао и сценарио за филм.

## Улоге
| Глумац             | Улога |
| ------------------ | ----- |
| Александар Берчек  |       |
| Милутин Бутковић   |       |
| Ђорђе Јелисић      |       |
| Блаженка Каталинић |       |
| Ирена Колесар      |       |
| Светолик Никачевић |       |
| Марица Поповић     |       |
| Олга Спиридоновић  |       |
| Михајло Викторовић |       |
| Радмила Ђурђевић   |       |